# سفين ريمان
سفين ريمان (بالألمانية: Sven Riemann)‏ (و. 1967  م) هو ممثل مسرحي، وممثل أفلام ألماني، ولد في برلين الشرقية.

## وصلات خارجية
- سفين ريمان على موقع IMDb (الإنجليزية)
- سفين ريمان على موقع كينوبويسك (الروسية)

- سفين ريمان في قاعدة بيانات الأفلام على الإنترنت